# Lithadia cadaverosa
Lithadia cadaverosa är en kräftdjursart som beskrevs av William Stimpson 1871. Lithadia cadaverosa ingår i släktet Lithadia och familjen Leucosiidae. Inga underarter finns listade i Catalogue of Life.